# Ceratophysella ateruii
Ceratophysella ateruii är en urinsektsart som beskrevs av Tamura 200. Ceratophysella ateruii ingår i släktet Ceratophysella och familjen Hypogastruridae. Inga underarter finns listade i Catalogue of Life.